# Damir Martin
Damir Martin, född den 14 juli 1988 i Vukovar i Kroatien, är en kroatisk roddare.
Han tog OS-silver i scullerfyra i samband med de olympiska roddtävlingarna 2012 i London.
Vid de olympiska roddtävlingarna 2016 i Rio de Janeiro tog han silver i singelsculler. Vid olympiska sommarspelen 2020 i Tokyo tog Martin brons i singelsculler.